# 中田璃士
中田 璃士（なかた りお、英語: Rio NAKATA、2008年9月8日 - ）は、日本のフィギュアスケート選手（男子シングル）。ウェールズのカーディフ出身。主な戦績は、2025年世界ジュニア選手権優勝、2024年世界ジュニア選手権2位、2023年ジュニアグランプリファイナル優勝、2024年ジュニアグランプリファイナル3位、2024年全日本選手権2位など。

## 人物
父は自身のコーチでもある中田誠人（MFアカデミー専属コーチ、プリンスアイスワールドチームに所属していたスケーターである）、母親はウェールズ出身のイギリス人で、自身は日本人とイギリス人のハーフ。
2023年1月、TOKIOインカラミと所属契約。

## 経歴

### ノービス時代
全日本フィギュアスケートノービス選手権において2019年にノービスBで優勝、2020年と2021年はノービスAで優勝し、ノービス3年連続日本一となる。

### ジュニア時代

#### 2022-2023シーズン
ジュニアデビュー。ISUジュニアグランプリシリーズ 第3戦リガ杯、第6戦バルティック杯に出場。リガ杯では2位となるもファイナル進出はならなかった。

#### 2023-2024シーズン
ジュニア2シーズン目はISUジュニアグランプリシリーズ 第1戦バンコク、第3戦イスタンブールに出場、バンコクで優勝、イスタンブールでも2位と表彰台に上り、ジュニアグランプリファイナル進出を決めた。全日本ジュニアでも2位に入り、ファイナルではフリーで自己ベストを更新する好成績で優勝した。1月のユースオリンピックではショートでのミスが目立ち13位からフリー2位と巻き返したが表彰台を逃した。3月の世界ジュニア選手権ではショートで自己ベスト更新ながら5位からフリー1位で巻き返し、初出場ながら2位に入り表彰台に上った。

#### 2024-2025シーズン
ISUジュニアグランプリシリーズ第3戦タイでヤンハオ・リーに次いで2位に入賞、第7戦中国で優勝し、ジュニアグランプリファイナル進出を決めた。ジェイコブ・サンチェスの30ポイントに次いで2位タイの28ポイントでの進出となった。(同じく2位タイは高橋星名)

全日本ジュニア選手権ではSP2位、FS1位で初優勝した。

昨年優勝し連覇がかかっていたジュニアグランプリファイナルでは、SP首位発進するもFSでジャンプが乱れ4位、総合順位はジェイコブ・サンチェス、ソ・ミンギュに次ぐ3位となった。

推薦出場した全日本選手権では、SP・FS共に2位、昨年の17位から大きく順位を伸ばし総合順位は鍵山優真に次ぐ2位となった。全日本選手権男子シングルでジュニアながら表彰台入りの快挙は2019-2020シーズンでの鍵山優真の3位入賞以来である。

世界ジュニア選手権ではSP2位、FS1位でそれぞれパーソナルベストを更新し初優勝した。

## 競技成績

### ISUパーソナルベストスコア
- SP - ショートプログラム、FS - フリースケーティング
- TSS - 部門内合計得点（英: Total segment score）は太字
- TES - 技術要素点（英: Technical element score）、PCS - 演技構成点（英: Program component score）

| 部門 | 種類 | 得点   | 大会                    |
| ---- | ---- | ------ | ----------------------- |
| 総合 | TSS  | 248.99 | 2025 世界ジュニア選手権 |
| SP   | TSS  | 86.04  | 2025 世界ジュニア選手権 |
| SP   | TES  | 45.50  | 2025 世界ジュニア選手権 |
| SP   | PCS  | 40.54  | 2025 世界ジュニア選手権 |
| FS   | TSS  | 162.95 | 2025 世界ジュニア選手権 |
| FS   | TES  | 85.39  | 2025 世界ジュニア選手権 |
| FS   | PCS  | 77.56  | 2025 世界ジュニア選手権 |

### 主な戦績
- JGP - ISUジュニアグランプリシリーズ
- J - ジュニアクラス
- N - アドバンスドノービスクラス、A - ノービスAクラス、B - ノービスBクラス

| 大会名               | 2018–19 | 2019–20 | 2020–21 | 2021–22 | 2022–23 | 2023–24 | 2024–25 | 2025–26 |
| -------------------- | ------- | ------- | ------- | ------- | ------- | ------- | ------- | ------- |
| ユースオリンピック   |         |         |         |         |         | 5位     |         |         |
| 世界ジュニア選手権   |         |         |         |         |         | 2位     | 1位     |         |
| JGP ファイナル       |         |         |         |         |         | 1位     | 3位     |         |
| JGP 無錫             |         |         |         |         |         |         | 1位     |         |
| JGP イスタンブール   |         |         |         |         |         | 2位     |         |         |
| JGP バンコク         |         |         |         |         |         | 1位     | 2位     |         |
| JGP リガ杯           |         |         |         |         | 2位     |         |         | TBD     |
| JGP バルティック杯   |         |         |         |         | 4位     |         |         |         |
| トリグラフ杯         |         |         |         |         | 2位 J   |         |         |         |
| 全日本選手権         |         |         |         |         | 26位    | 17位    | 2位     |         |
| 全日本ジュニア選手権 |         |         | 17位    | 17位    | 5位     | 2位     | 1位     |         |
| 全日本ノービス選手権 | 3位 B   | 1位 B   | 1位 A   | 1位 A   |         |         |         |         |

### 詳細
- マークが付いている大会は国際スケート連盟公認の国際大会
- パーソナルベストは太字で表示

| 2024-2025 シーズン     |                                                            |         |          |          |
| 開催日                 | 大会名                                                     | SP      | FS       | 結果     |
| 2025年2月24日 - 3月2日 | 2025年世界ジュニアフィギュアスケート選手権（デブレツェン） | 2 86.04 | 1 162.95 | 1 248.99 |
| 2024年12月19日 - 22日  | 第93回全日本フィギュアスケート選手権（門真）               | 2 90.31 | 2 173.68 | 2 263.99 |
| 2024年12月5日 - 8日    | ISUジュニアグランプリファイナル（グルノーブル）            | 1 79.39 | 4 132.94 | 3 215.33 |
| 2024年11月15日 - 17日  | 第93回全日本フィギュアスケートジュニア選手権（広島）       | 2 77.92 | 1 142.55 | 1 220.47 |
| 2024年10月9日 - 12日   | ISUジュニアグランプリ 無錫（無錫）                         | 1 81.55 | 1 151.98 | 1 233.53 |
| 2024年9月11日 - 14日   | ISUジュニアグランプリ バンコク（バンコク）                 | 2 76.54 | 2 142.17 | 2 218.71 |

| 2023-2024 シーズン     |                                                        |          |           |           |
| 開催日                 | 大会名                                                 | SP       | FS        | 結果      |
| 2024年2月26日 - 3月3日 | 2024年世界ジュニアフィギュアスケート選手権（台北）     | 5 77.60  | 1 151.71  | 2 229.31  |
| 2024年1月19日 - 2月2日 | 2024年 ユースオリンピック（江原）                      | 13 55.59 | 2 142.70  | 5 198.29  |
| 2023年12月20日 - 24日  | 第92回全日本フィギュアスケート選手権（長野）           | 16 71.45 | 17 128.82 | 17 200.27 |
| 2023年12月7日 - 10日   | ISUジュニアグランプリファイナル（北京）                | 4 67.71  | 1 160.06  | 1 227.77  |
| 2023年11月17日 - 19日  | 第92回全日本フィギュアスケートジュニア選手権（大津）   | 5 64.28  | 1 141.48  | 2 205.76  |
| 2023年9月6日 - 9日     | ISUジュニアグランプリ イスタンブール（イスタンブール） | 3 73.55  | 2 148.80  | 2 222.35  |
| 2023年8月23日 - 26日   | ISUジュニアグランプリ バンコク（バンコク）             | 3 75.28  | 1 142.37  | 1 217.65  |

| 2022-2023 シーズン    |                                                            |          |          |          |
| 開催日                | 大会名                                                     | SP       | FS       | 結果     |
| 2023年4月14日 - 16日  | 2023年トリグラフトロフィー（イェセニツェ）                 | 2 65.42  | 2 119.03 | 2 184.45 |
| 2022年12月21日 - 25日 | 第91回全日本フィギュアスケート選手権（門真）               | 26 57.74 | -        | 26 57.74 |
| 2022年11月25日 - 27日 | 第91回全日本フィギュアスケートジュニア選手権（ひたちなか） | 7 63.26  | 4 126.98 | 5 190.24 |
| 2022年10月5日 - 8日   | ISUジュニアグランプリ バルティック杯（グダニスク）         | 3 76.15  | 4 124.26 | 4 200.41 |
| 2022年9月7日 - 10日   | ISUジュニアグランプリ リガ杯（リガ）                       | 3 68.91  | 3 131.26 | 2 200.17 |

| 2021-2022 シーズン    |                                                             |          |          |           |
| 開催日                | 大会名                                                      | SP       | FS       | 結果      |
| 2021年11月21日 - 23日 | 第90回全日本フィギュアスケートジュニア選手権（名古屋）      | 10 57.87 | 23 84.60 | 17 142.47 |
| 2021年10月22日 - 24日 | 第25回全日本フィギュアスケートノービス選手権Aクラス（大津） |          | 1 102.06 | 1 102.06  |

| 2020-2021 シーズン    |                                                             |          |          |           |
| 開催日                | 大会名                                                      | SP       | FS       | 結果      |
| 2020年11月21日 - 23日 | 第89回全日本フィギュアスケートジュニア選手権（八戸）        | 20 47.94 | 15 96.14 | 17 144.08 |
| 2020年10月24日 - 25日 | 第24回全日本フィギュアスケートノービス選手権Aクラス（前橋） |          | 1 90.73  | 1 90.73   |

| 2019-2020 シーズン    |                                                               |    |         |         |
| 開催日                | 大会名                                                        | SP | FS      | 結果    |
| 2019年10月18日 - 20日 | 第22回全日本フィギュアスケートノービス選手権Bクラス（西東京） |    | 1 77.02 | 1 77.02 |

| 2018-2019 シーズン    |                                                             |    |         |         |
| 開催日                | 大会名                                                      | SP | FS      | 結果    |
| 2018年10月19日 - 21日 | 第22回全日本フィギュアスケートノービス選手権Bクラス（高石） |    | 3 61.00 | 3 61.00 |

## プログラム使用曲
| シーズン  | SP                                                                             | FS | EX                                                                                          |
| --------- | ------------------------------------------------------------------------------ | --- | ------------------------------------------------------------------------------------------- |
| 2025-2026 | Aroul，Uccen 曲：The Taalbi Brothers 振付:ミーシャ・ジー                       | 『グラディエーター』より |                                                                                             |
| 2024-2025 | Aroul，Uccen 曲：The Taalbi Brothers 振付:ミーシャ・ジー                       | 『パイレーツ・オブ・カリビアン』より 曲：ハンス・ジマー,Geoff Zanelli 振付:シン・イェジ | Someone You Loved 曲：ルイス・キャパルディ                                                  |
| 2023-2024 | 映画『天使と悪魔』より God Particle 160 Bpm 作曲：ハンス・ジマー 振付:宮本賢二 | 映画『007』より Blunt lnstrument 作曲：デヴィッド・アーノルド ライティングズ・オン・ザ・ウォール 作曲：サム・スミス ジェームズ・ボンドのテーマ 作曲：デヴィッド・アーノルド 振付：岩本英嗣 | Someone You Loved 曲：ルイス・キャパルディ Believer 曲：イマジン・ドラゴンズ 振付：服部瑛貴 |
| 2022-2023 | Believer 曲：イマジン・ドラゴンズ 振付：服部瑛貴                               | 映画『007』より Blunt lnstrument 作曲：デヴィッド・アーノルド ライティングズ・オン・ザ・ウォール 作曲：サム・スミス ジェームズ・ボンドのテーマ 作曲：デヴィッド・アーノルド 振付：岩本英嗣 |                                                                                             |
| 2021-2022 | Believer 曲：イマジン・ドラゴンズ 振付：服部瑛貴                               | IRISH LEGEND 演奏：Billx & Black Muffin 振付：岩本英嗣 |                                                                                             |

## アンバサダー・アドバイザリー・サポート契約
- 【デサント】MOVESPORT (2023年)[8]
- 株式会社コラントッテ (2023年 - )[9]